# ヴリシャーカピ
ヴリシャーカピ (Vrsakapi)とはリグ・ヴェーダに登場するインドラの従者で猿。
インドラの妻であるシャチーに邪心を抱き彼女に頭を割られそうになる。インドラは怒り心頭の妻を鎮めようと必死に説得しするが、シャチーはヴリシャーカピとその妻ヴリシャーカパーイを追放する。最終的に和解するが結局ヴリシャーカピは失踪する。
ヒンドゥー教の時代になると話が変容する。インドラはアスラ族の娘シャチーを強奪し、結婚に至るのだが猿神ヴリシャーカピと男色に溺れる。このインドラの行為に対しシャチー（インドラ―ニ）は激怒。
そしてシャチーによってヴリシャーカピは追放されるのだが、供物の欠乏に悩んだため両者の和解を成立させる。しかし、この和解直後にヴリシャーカピは失踪する。